# شيهان (رتبة في فنون الدفاع اليابانية)
شيهان. (بالإنجليزية: Shihan)‏، هو مصطلح ياباني، غالبا ما تستخدم فنون الدفاع عن النفس، باعتبارها اللقب الفخري للخبير أو كبير معلمين. في أيكيدو العنوان يستخدم في رتبة 6 دان.
المعلم الكبير في المدرسة (في معظم المدارس لقب شيهان لا يمكن الحصول عليه إلا بعد 8 دان).

## أيكيدو
في منظمة الأيكيكاي في طوكيو، المعلم ياباني للأيكيدو ينتقل تلقائيا إلى رتبة (شيهان) بعد 6 درجات . للغربيين والأجانب، يضاف هذا المستوى للحصول على شهادة صادرة من الأيكيكاي. وقد حصل عليها بعض الممارسين الأوروبين والأجانب.
في داي نيبون بتكو كاي، المنظمة الرسمية التي تمثل الحكومة اليابانية وبرعاية العائلة الامبراطورية، يتم الحصول على لقب شيهان من 6 درجات للبودو الحديثة، أيكيدو.

## الجو جيتسو التقليدية لمدرسة كوكودو جو جيتسو
ضمن كوكودو جو جيتسو، يتم الحصول على هذا اللقب تلقائيا بعد 5 درجات.